# Carex antoniensis
Carex antoniensis är en halvgräsart som beskrevs av Auguste Jean Baptiste Chevalier. Carex antoniensis ingår i släktet starrar, och familjen halvgräs. Inga underarter finns listade i Catalogue of Life.